# 瓜茄瓢蟲
瓜茄瓢蟲（学名：Epilachna admirabilis）为瓢蟲科食植瓢蟲屬下的一个种。